# Catharanthus ovalis
A Catharanthus ovalis é uma planta da pertencente a família dos Catharanthus. É uma espécie nativa e endêmica do Madagascar, mas também pode ser encontrada em países tropicais e subtropicais onde é cultivada. Em sua condição natural (selvagem) essa planta é encontrada em abundância nas pastagens.
Essa planta tem preferência por  clima sub-úmido e seco, e prefere habitar regiões rochosas e arenosas. Ela cresce até 40 centímetros (cm) de altura e é pouco ramificada. No Madagascar a Catharanthus ovalis é protegica por lei nas províncias de Fianarantsoa e Toliara.